# Gwijde van Thouars
Gwijde van Thouars (overleden te Chemillé op 13 april 1213) was van 1203 tot aan zijn dood regent van het hertogdom Bretagne. Hij behoorde tot het huis Thouars. 

## Levensloop
Gwijde was de zoon van burggraaf Godfried IV van Thouars en Aenor van Lusignan, dochter van heer Hugo VII van Lusignan.
Tussen augustus en oktober 1199 huwde hij in Angers met hertogin Constance van Bretagne en werd daarmee haar derde echtgenoot. Constance heerste van 1196 tot aan haar dood in 1201 samen met haar zoon Arthur I over het hertogdom Bretagne. Toen hertog Arthur I in 1203 stierf, werd hij opgevolgd door zijn halfzus Adelheid, de dochter van Constance en Gwijde. Van 1203 tot 1206 diende Gwijde als regent van Bretagne voor zijn minderjarige dochter.
In 1204 belegerde Gwijde in naam van koning Filips II van Frankrijk het versterkte Normandische eiland Mont Saint-Michel. Omdat de plaatselijke abdij zich niet wilde overgeven, liet hij het eiland afbranden en de bevolking afslachten. In 1206 werd Gwijde door koning Filips II van Frankrijk, de leenheer van Bretagne, afgezet als regent, waarna de Franse koning tot consternatie van de Bretoense adel zelf het regentschap van Adelheid overnam.
In 1213 stierf Gwijde, waarna hij naast Constance werd bijgezet in de Abdij Villeneuve nabij Nantes. 

## Huwelijken en nakomelingen
In 1199 huwde Gwijde met hertogin Constance van Bretagne. Ze kregen drie kinderen: 
- Adelheid (1200-1221), hertogin van Bretagne, huwde in 1213 met Peter van Dreux
- Catharina (1201-1240), huwde met heer Andreas III van Vitré
- Margaretha (1201-1216/1220), huwde met burggraaf Godfried I van Rohan.

Na de dood van Constance hertrouwde Gwijde in 1203 met Eustachie van Chemillé. Ze kregen twee kinderen:
- Peter (1204-1254/1255), heer van Chemillé
- Thomas (overleden na 1246)